# Cantó de Valenciennes-Nord
El cantó de Valenciennes-Nord és una divisió administrativa francesa, situada al departament del Nord i la regió dels Alts de França.

## Composició
El cantó de Valenciennes-Nord aplega les comunes següents :
- Aubry-du-Hainaut
- Bellaing
- Petite-Forêt
- Valenciennes
- Wallers

## Història
| Date d'elecció                        | Identitat        | Partit |
| ------------------------------------- | ---------------- | ------ |
| 2004-                                 | Jean-Luc Chagnon | PS     |
| Les dades anteriors no són conegudes. |                  |        |
|                                       |                  |        |

## Demografia
| 1962 | 1968 | 1975 | 1982 | 1990 | 1999   | 2006   |
| ---- | ---- | ---- | ---- | ---- | ------ | ------ |
| -    |      |      |      |      | 35.761 | 35.734 |